# Éric Bénier-Bürckel
Œuvres principales
Un prof bien sous tout rapport (2000)
Éric Bénier-Bürckel, né le 12 août 1971 à Argenteuil, est un philosophe et écrivain français.

## Biographie
En 2001, il a obtenu le prix Sade pour son premier roman Un prof bien sous tout rapport.
Son roman Pogrom publié en 2005 a fait polémique[pourquoi ?] dans la presse française,,,,,.

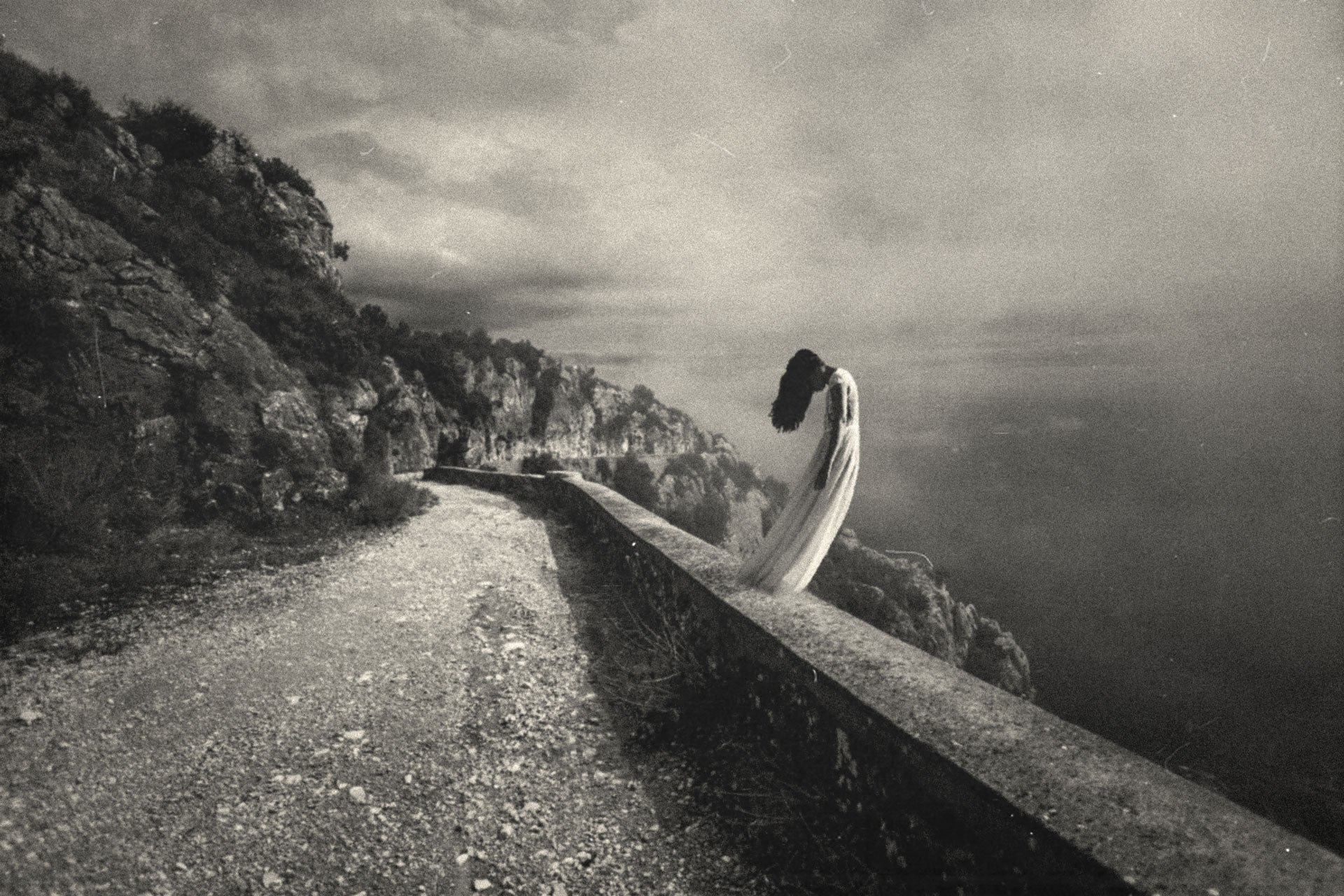
Photographie réalisée par Éric Bénier-Bürckel, Prix « le romantisme en noir et blanc » 8ème biennale de photographie de Maisons-Laffitte, 2016

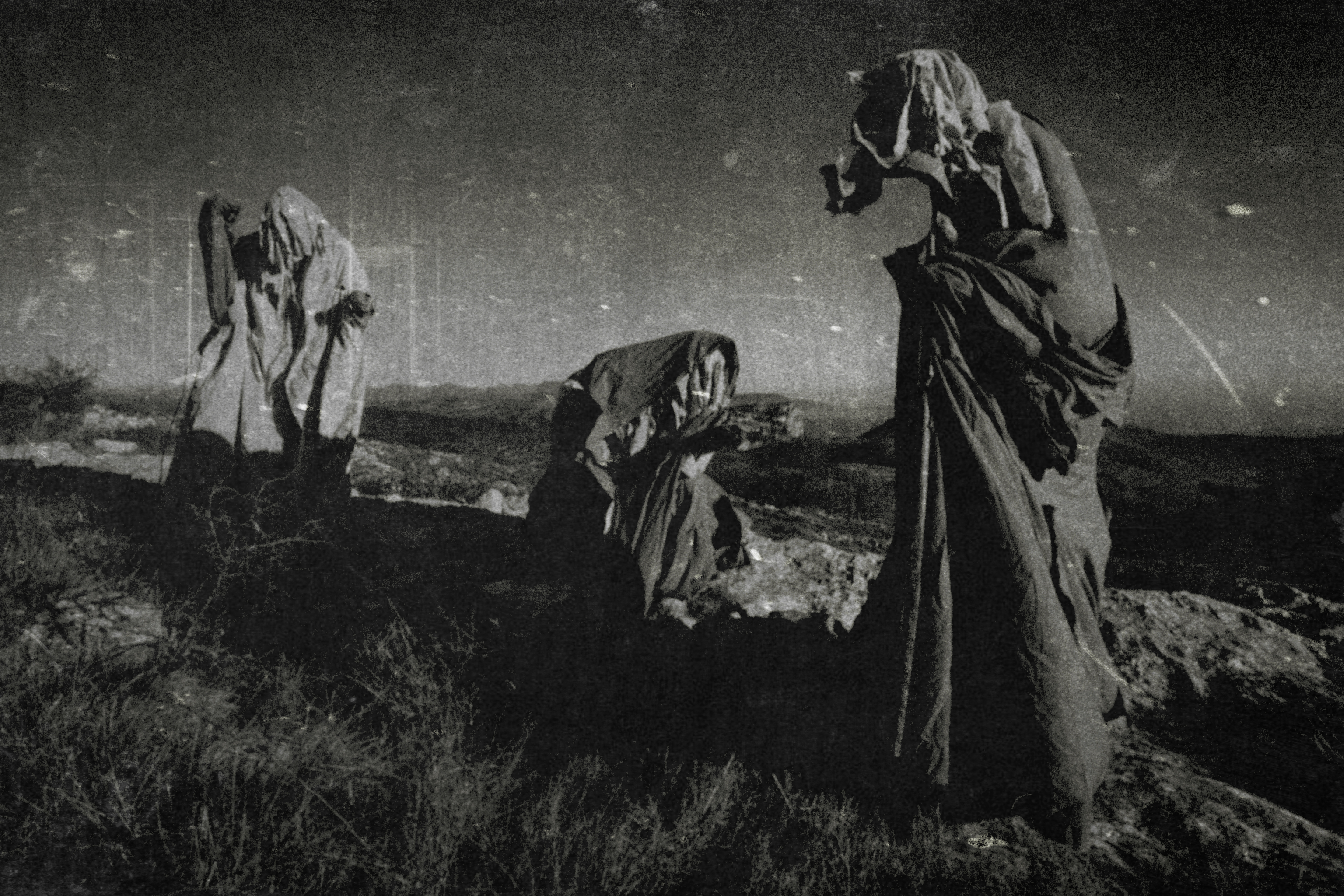
Eudaimonia, Éric Bénier-Bürckel

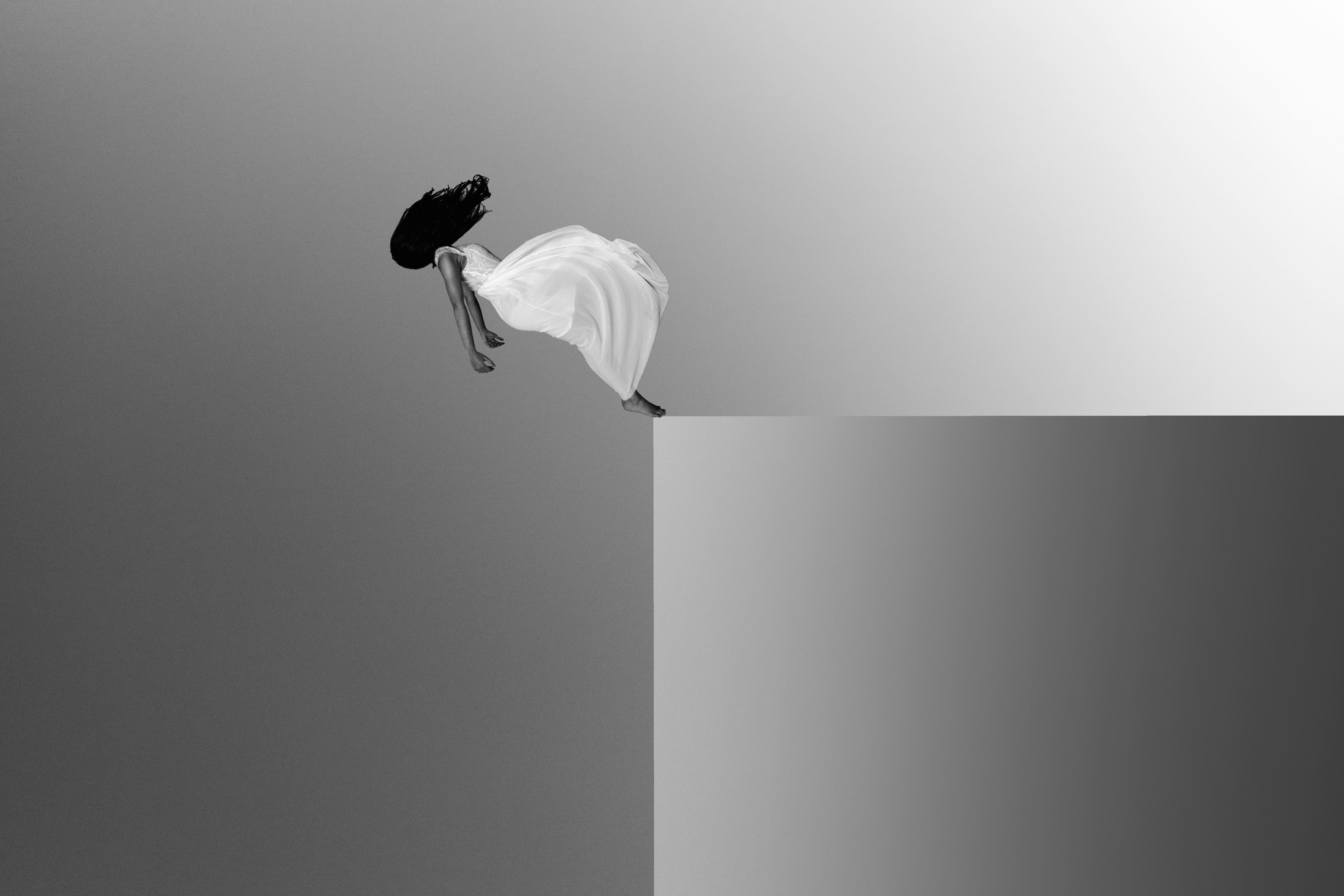
Grâce, Éric Bénier-Bürckel

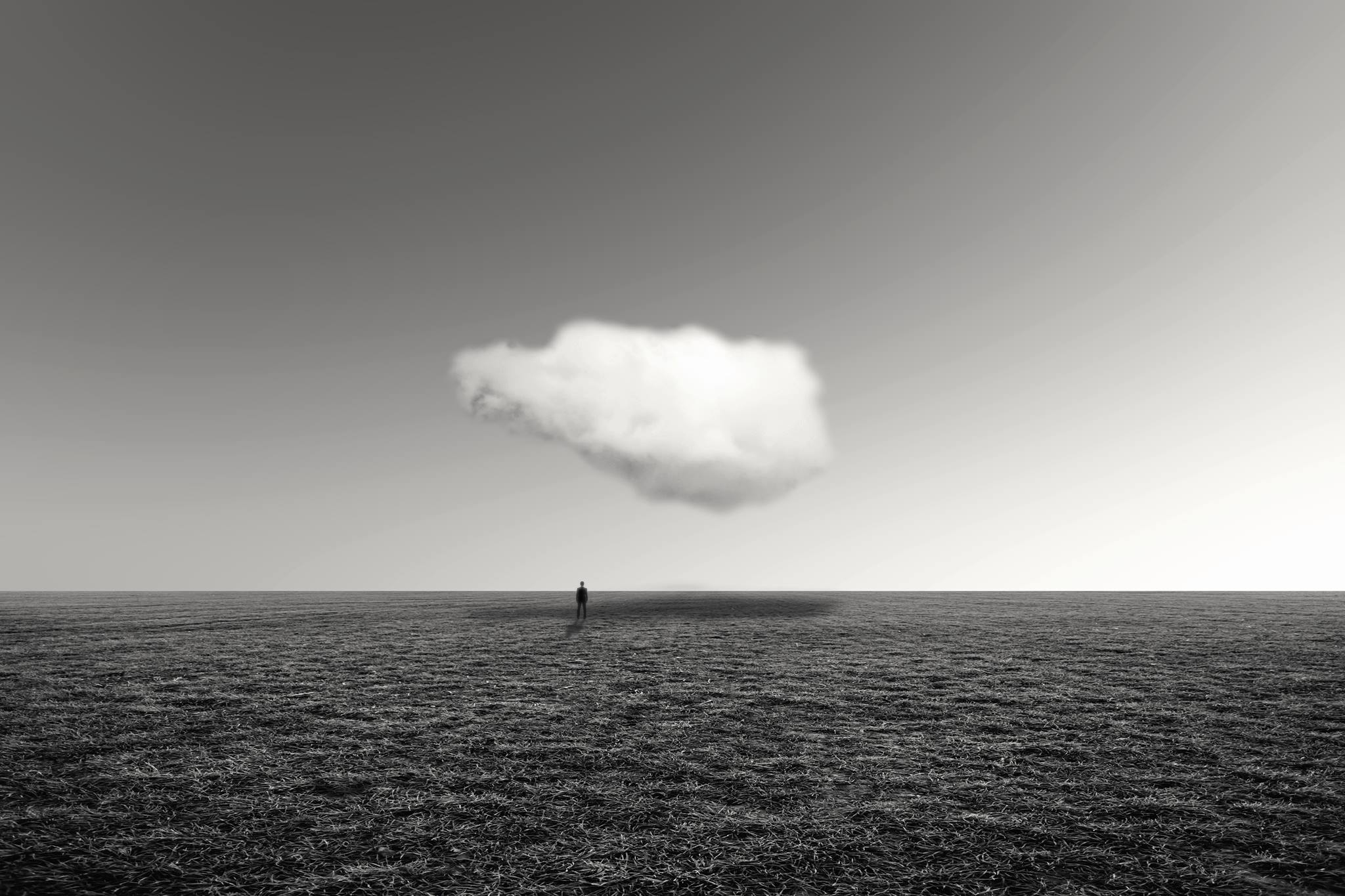
Solipsisme, Éric Bénier-Bürckel

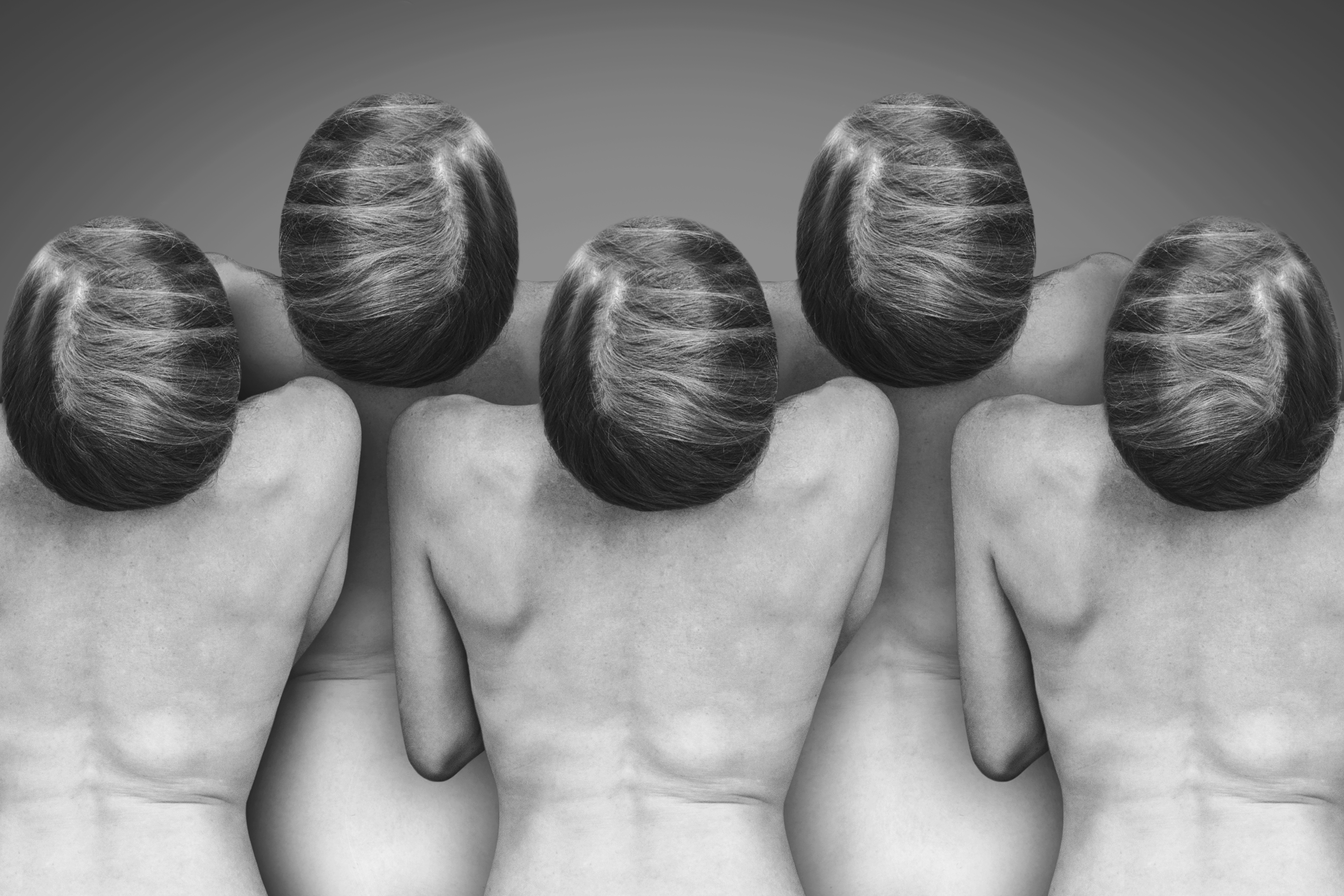
Mêmes, Éric Bénier-Bürckel

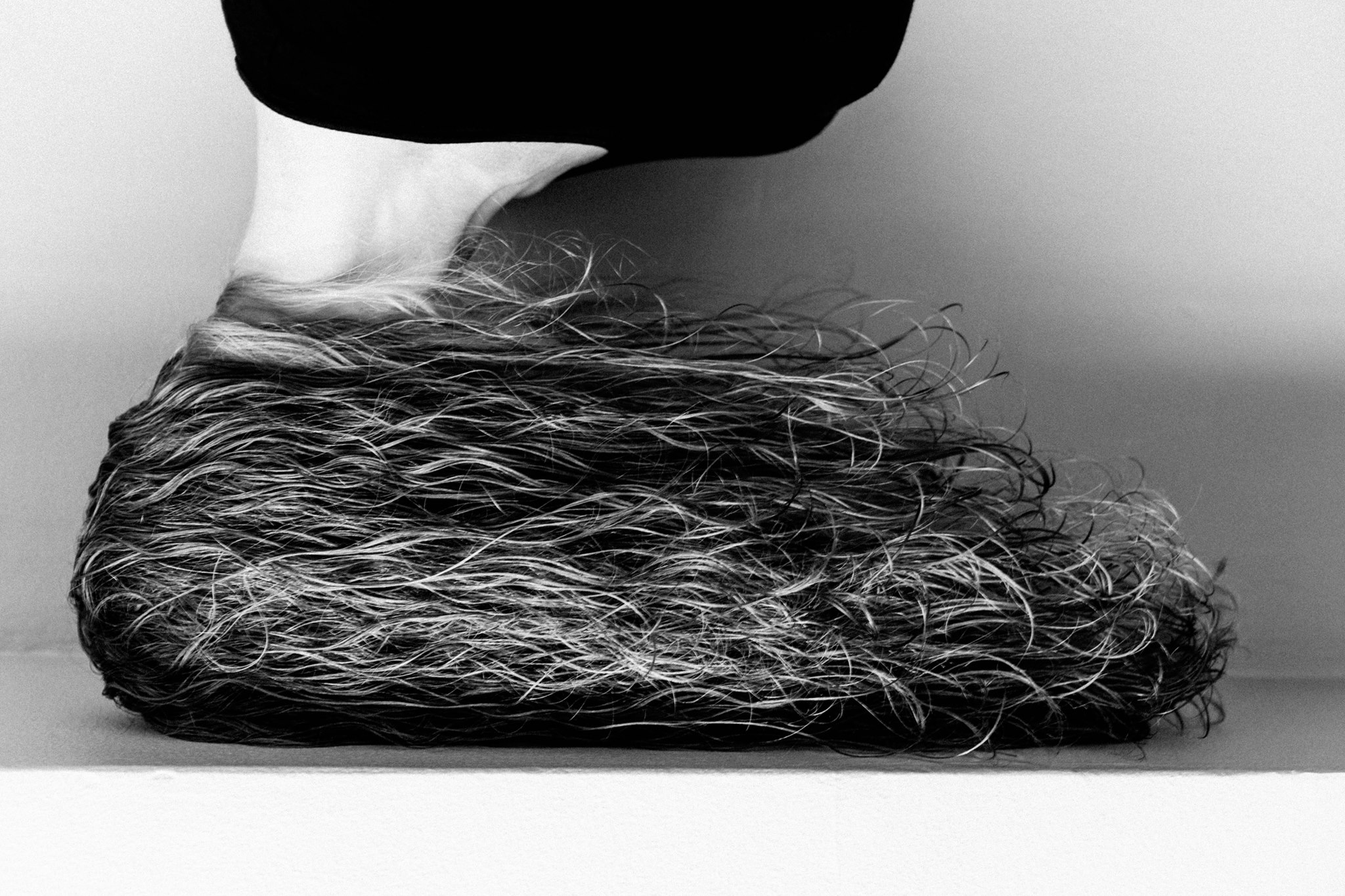
Voir empêche de voir, Éric Bénier-Bürckel

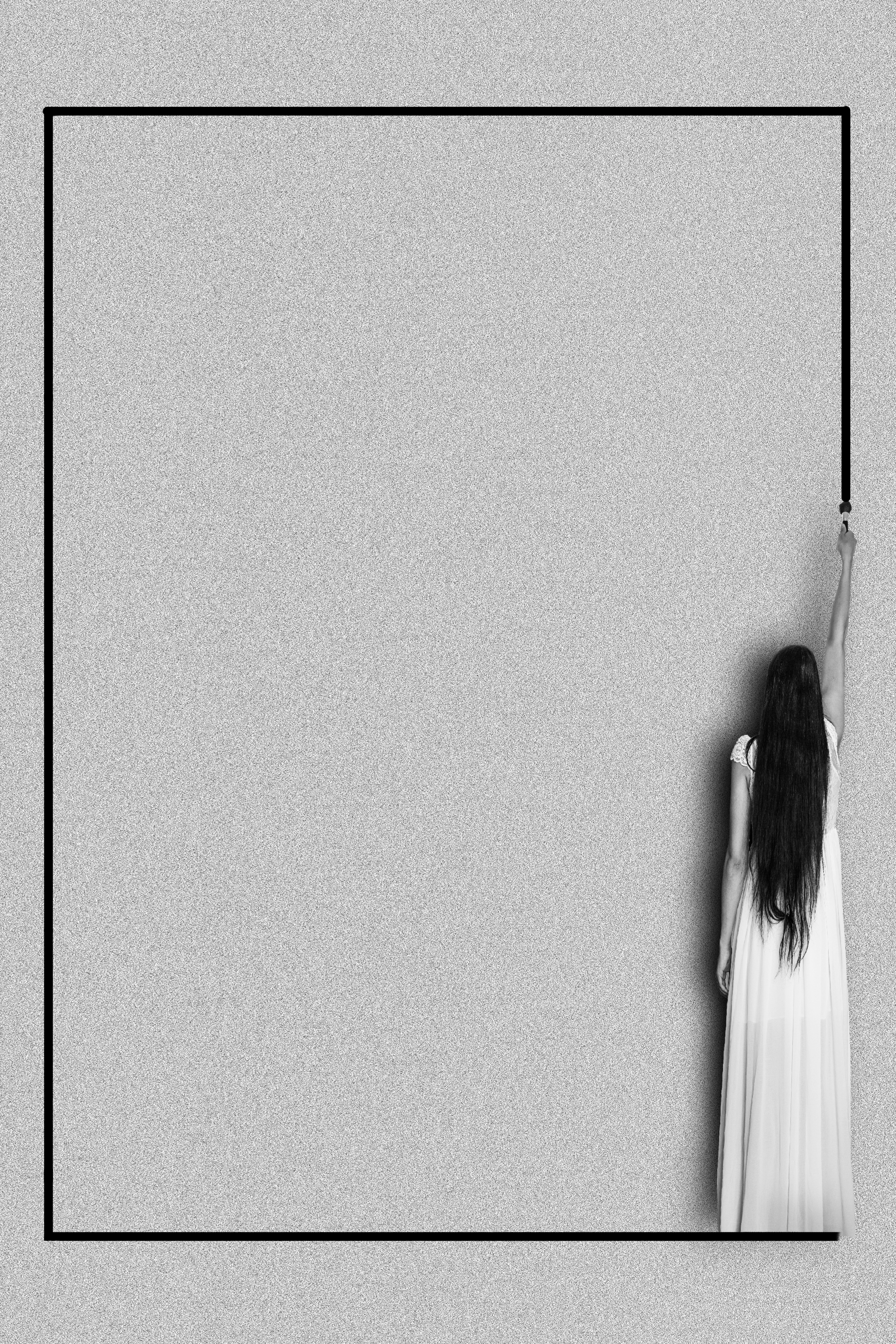
L'envers du décor, Éric Bénier-Bürckel

Il a développé une œuvre photographique originale.
Il anime des cafés philo, et donne régulièrement des conférences.

## Œuvres
- Un prof bien sous tout rapport (Pétrelle, 2000)
- Maniac (Flammarion, 2002)
- Pogrom (Flammarion, 2005)
- Un peu d'abîme sur vos lèvres (Esprit des Péninsules, 2007)
- Le Messager (Esprit des Péninsules, 2008)